# Đá phạt gián tiếp (bóng đá)
Đá phạt gián tiếp là một hình thức để bắt đầu lại trận đấu trong một trận bóng đá. Nó được trao cho một đội sau hầu hết các vi phạm kỹ thuật về luật bóng đá của đội đối phương. Trong một quả phạt gián tiếp, đội không phạm lỗi được quyền tự do đá bóng từ mặt đất tại vị trí phạm lỗi (hoặc từ vị trí có bóng khi trận đấu tạm dừng), yêu cầu đối phương cách quả bóng ít nhất 10 thước Anh (9,1 m).
Đội đá phạt gián tiếp không được ghi bàn trực tiếp; trước tiên, bóng phải chạm vào cầu thủ khác của một trong hai đội thì bàn thắng (nếu có) mới được công nhận. Nếu bóng đi trực tiếp vào khung thành từ một quả phạt gián tiếp, một quả phát bóng sẽ được trao cho đội đối phương, trừ khi nó đi vào khung thành của đội đá phạt gián tiếp, trong trường hợp đó, một quả phạt góc sẽ được hưởng.
Không giống như đá phạt trực tiếp, một lỗi vi phạm bởi quả phạt gián tiếp không dẫn đến quả phạt đền khi nó xảy ra trong vòng cấm của đội phạm lỗi; đúng hơn, nó tiếp tục được thực hiện như một quả đá phạt gián tiếp.